# Petrus Hielius
Petrus Hielius (Gent, 1537 - Rome, 14 oktober 1595) was een Vlaams persoon.
Hielius was provisor van Sint-Juliaan der Vlamingen. Vanaf 1574 was hij sollicitator aan de curie.
Men kan een gedenksteen in de Santa Maria dell'Anima aanttreffen. Bepaalde bronnen spreken over zijn grafsteen.